# Скири
Скирите  (Skiren, Scirii, Skiri) са източногерманско племе, което е живяло в днешна Мазурия, до границата с Литва.
Голяма част от скирите тръгват с бастарните на юг. Около 230 г. пр. Хр. двата народа се появяват заедно на Черно море. След мирния договор с римляните скирите живеят на Черно море, източно от бастарните. През V век са подчинени на хуните. След смъртта на Атила Едекон основава в Алфьолд (Панонската, Унгарската долина) кратко просъществувалото Скирско царство, което изчезва през 469 г. Части от скирите тръгват с визи- и остроготите на запад, други постъпват като федерати на римска служба. Между тях е и синът на Едекон – Одоакър – който през 476 г., след като сваля от престола последния западноримски император, бива провъзгласен от италийските федератни войски за крал на италия. Скирите по това време започват да се смесват с готите и други племена.